# Prosopocera pulcherrima
Prosopocera pulcherrima là một loài bọ cánh cứng trong họ Cerambycidae.